# Скорпион II
Скорпион II е владетел на Горен Египет и вероятен баща на Нармер.
Знае се много малко за него и управлението му. Счита се, че той е фараон от нулева династия и е наследил фараона Хор Ка. След смъртта му на власт идва Нармер, който основава Древен Египет.